# دریاچه سیاه: پرتگاه
دریاچه سیاه ۲: پرتگاه (به انگلیسی: Black Water: Abyss) یک فیلم ترسناک و دلهره‌آور استرالیایی محصول سال ۲۰۲۰ به کارگردانی اندرو تراوکی است که دنباله‌ای مستقل برای فیلم دریاچه سیاه (۲۰۰۷) محسوب می‌شود.

## داستان
گروهی از دوستان صمیمی که در عمق جنگل‌های استرالیا غاری زیرزمینی را کشف می‌کنند و بالا آمدن آب، آنها را زیر سطح زمین گرفتار می‌کند. اما این تازه شروع ماجراست؛ چراکه با چیزی مرگبار تر از آب و تاریکی روبه‌رو می‌شوند.